# Quartier du Père-Lachaise

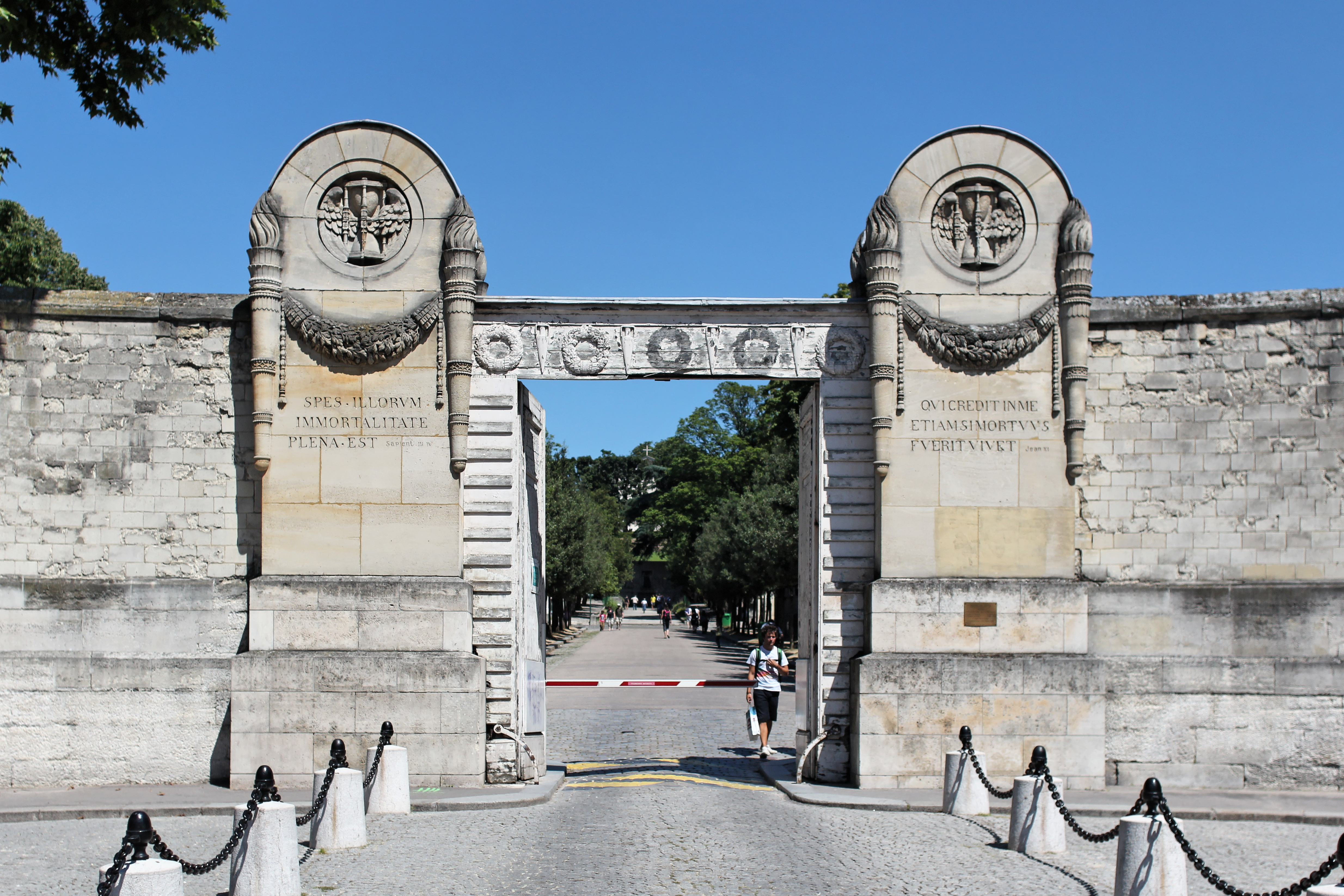
Vstup na hřbitov Père Lachaise

Quartier du Père-Lachaise (čtvrť Père-Lachaise) je 79. administrativní čtvrť v Paříži, která je součástí 20. městského obvodu. Má rozlohu 159,9 ha a ohraničují ji ulice Rue de Bagnolet na jihu, Boulevard de Ménilmontant a Boulevard de Charonne na západě, Rue de Ménilmontant na severu a Rue Pelleport na východě.
Čtvrť byla pojmenována podle největšího pařížského hřbitova Père Lachaise, který zabírá přes třetinu její rozlohy.

## Vývoj počtu obyvatel
| Rok sčítání | Počet obyvatel | Hustota zalidnění (ob./km²) |
| ----------- | -------------- | --------------------------- |
| 1954        | 55 694         | 34 831                      |
| 1962        | 51 921         | 32 471                      |
| 1968        | 47 298         | 29 580                      |
| 1975        | 41 135         | 25 725                      |
| 1982        | 39 348         | 24 608                      |
| 1990        | 42 611         | 26 649                      |
| 1999        | 42 332         | 26 474                      |